# Dzikowina
Dzikowina (deutsch Eberstein) ist ein kleiner Ort in der polnischen Woiwodschaft Ermland-Masuren und gehört zur Gmina Korsze (Stadt- und Landgemeinde Korschen) im Powiat Kętrzyński (Kreis Rastenburg).

## Geographische Lage
Dzikowina liegt in der nördlichen Mitte der Woiwodschaft Ermland-Masuren, zehn Kilometer nordwestlich der Kreisstadt Kętrzyn (deutsch Rastenburg).

## Geschichte
Im Jahre 1820 wurde Eberstein als ein „adlig Vorwerk mit zwei Feuerstellen und 26 Seelen“ erwähnt. Eberstein war genauso wie Groß Altendorf (polnisch Starynia) eine Ortschaft im Gutsbezirk Plötnick (polnisch Płutniki) innerhalb des Amtsbezirks Lamgarben (polnisch Garbno) im Kreis Rastenburg in der preußischen Provinz Ostpreußen. Am 8. August 1901 wurde Plötnick mit Groß Altendorf und Eberstein in den Amtsbezirk Tolksdorf (polnisch Tołkiny) umgegliedert.
Ab dem 30. September 1928 gehörte Eberstein zur Landgemeinde Tolksdorf, nachdem diese durch den Zusammenschluss der Gutsbezirke Plötnick und Tolksdorf neu gebildet worden war.
Als 1945 in Kriegsfolge das gesamte südliche Ostpreußen an Polen überstellt wurde, war auch Eberstein davon betroffen. Der kleine Ort erhielt die polnische Namensform „Dzikowina“ und ist heute eine Siedlung (polnisch Osada) innerhalb der Stadt- und Landgemeinde Korsze (Korschen) im Powiat Kętrzyński (Kreis Rastenburg), bis 1998 der Woiwodschaft Olsztyn, seither der Woiwodschaft Ermland-Masuren zugeordnet.

## Kirche
Bis 1945 war Eberstein in die evangelische Kirche Lamgarben in der Kirchenprovinz Ostpreußen der Kirche der Altpreußischen Union sowie in die katholische Kirche Rastenburg im Bistum Ermland eingepfarrt.
Heute gehört Dzikowina katholischerseits zur Pfarrei Garbno im jetzigen Erzbistum Ermland, evangelischerseits zur Johanneskirche in Kętrzyn in der Diözese Masuren der Evangelisch-Augsburgischen Kirche in Polen.

## Verkehr
Dzikowina liegt an der verkehrsreichen Woiwodschaftsstraße 592 (einstige deutsche Reichsstraße 135), die die drei Kreisstädte Bartoszyce (Bartenstein), Kętrzyn (Rastenburg) und Giżycko (Lötzen) miteinander verbindet. Aus der Region kommend enden zwei Nebenstraßen in Dzikowina.
Die nächste Bahnstation ist Tołkiny (Tolksdorf) und liegt an der Bahnstrecke Białystok–Ełk–Korsze.